# Амреев, Багдад Култаевич
Багдад Култаевич Амреев (каз. Бағдат Құлтайұлы Әміреев; 1 марта 1959, Шолаккорган, Сузакский район, Южно-Казахстанская область, Казахская ССР) — казахстанский государственный деятель, дипломат. Генеральный секретарь Организации Тюркских Государств (2018—2022).

## Биография
Родился 1 марта 1959 года в селе Шолаккорган Южно-Казахстанской области, Казахской ССР.
в 1982 году окончил Таджикский государственный университет по специальности «арабист-востоковед».
С 1980 по 1982 год — референт-переводчик ВО «Главзарубежводстрой» в Йемене. С 1982 по 1985 год — референт-переводчик представительства СССР в Сирии.
С 1985 по 1988 год — преподаватель арабского языка и литературы Казахского государственного университета.
С 1988 по 1990 год — переводчик представительства СССР в Ираке.
С 1991 по 1992 год — старший преподаватель кафедры арабской филологии Казахского государственного университета.
С 1992 по 1994 год — первый секретарь, заведующий отделом, заместитель начальника управления стран Ближнего Востока и Африки Министерства иностранных дел Казахстана.
С 1994 по 1996 год — начальник управления стран Ближнего, Среднего Востока и Африки МИД Казахстана.
С октября 1996 по июнь 2002 года — Чрезвычайный и Полномочный Посол Республики Казахстан в Саудовской Аравии.
С марта 1998 по июнь 2002 года — Чрезвычайный и Полномочный Посол Республики Казахстан в Омане, Бахрейне и Кувейте по совместительству.
С ноября 2000 по июнь 2002 года — Чрезвычайный и Полномочный Посол Республики Казахстан в ОАЭ по совместительству.
С июня 2002 года по июнь 2008 года — Чрезвычайный и Полномочный Посол Республики Казахстан в Арабской Республике Египет, Чрезвычайный и Полномочный Посол Республики Казахстан в Сирийской Арабской Республике, Ливанской Республике, Королевстве Марокко, Иорданском Хашимитском Королевстве.
С мая 2003 по 12 июня 2008 года — Чрезвычайный и Полномочный Посол Республики Казахстан в Великой Социалистической Народной Ливийской Арабской Джамахирии по совместительству.
С 12 июня 2008 года по 7 октября 2010 года — Чрезвычайный и Полномочный Посол Республики Казахстан в Турции.
С 11 ноября 2008 года по 7 октября 2010 года — Чрезвычайный и Полномочный Посол Республики Казахстан в Албании по совместительству.
С 1 февраля 2011 года по 10 сентября 2018 года — Чрезвычайный и полномочный Посол Республики Казахстан в Иране.
С 3 сентября 2018 года по 11 ноября 2022 года — Генеральный секретарь Организации Тюркских Государств.
Президент Тюркского инвестиционного фонда (с 12 ноября 2022).
Владеет казахским, русским, английским, арабским, персидским и таджикским языками.

## Награды и звания
- Орден Курмет (2003).
- Медаль «20 лет независимости Республики Казахстан» (2011).
- Орден «Дружба» (21 октября 2022, Азербайджан) — за плодотворную деятельность на посту генерального секретаря Организации тюркских государств и особые заслуги в развитии партнёрских связей между Азербайджанской Республикой и странами-членами Организации[7][8].
- Чрезвычайный и Полномочный Посланник 1-го класса